# Thomas McArthur Anderson
Thomas McArthur Anderson, ameriški general, * 21. januar 1836, † 8. maj 1917.